# TM 266 1

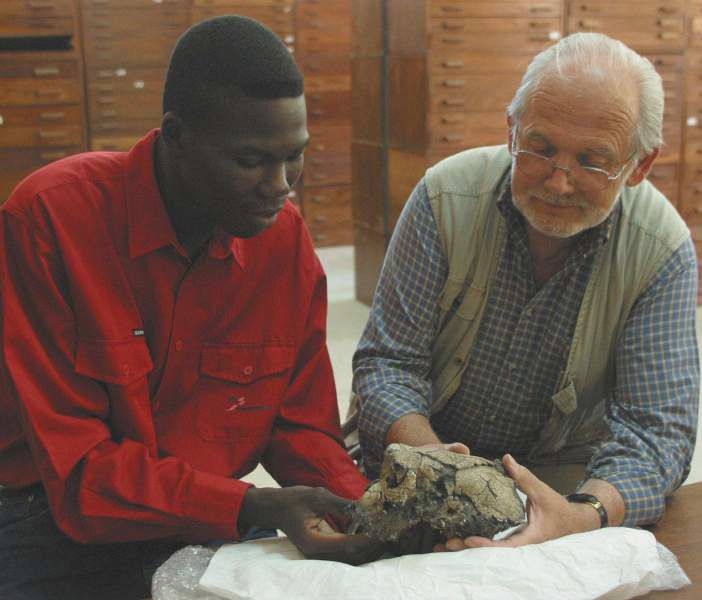
Michel Brunet (a destra) e Ahounta Djimdoumalbaye osservano il cranio ricostruito dell'ominide a N'Djamena in Ciad, nei locali del Centro nazionale di sostegno alla ricerca.

Il reperto TM 266 01, noto come Toumai, è il cranio fossilizzato di un Sahelanthropus tchadensis, di cui ne rappresenta l'olotipo, scoperto nel 2001 dallo studente universitario ciadiano Ahounta Djimdoumalbaye, componente di un team di ricercatori guidato da Michel Brunet, nel sito archeologico di Toros-Menalla in Ciad.
L'allora presidente del Ciad decise di chiamare il cranio Toumai, che in lingua Goran significa "speranza di vita", e di solito la parola viene usata per indicare i bambini nati prima della stagione delle piogge, quella in cui è più pericoloso nascere.

## Caratteristiche
Il fossile mostra un cranio lungo e basso, con ossa sopraorbitali spesse e pronunciate, una scatola cranica piccola, la cui capacità, tra 340 cm³ e 360 cm³, delle dimensioni di una scimmia moderna. L'esemplare conserva alcuni denti che dimostrano che questo individuo aveva grandi incisivi superiori centrali e canini poco pronunciati.
La dimensioni relativamente piccole dei canini è la caratteristica che più distingue l'esemplare dalle grandi scimmie, che si caratterizzano dalla presenza di canini grandi e sporgenti. La faccia è notevolmente meno prognatica di quella dell'Australopithecus, e ha ossa sopraorbitarie più grandi e più continue, e una scatola cranica più lunga di quella dell'Australopithecus. Queste caratteristiche sono distintive della specie rispetto altri generi di ominidi.
Il fossile è stato datato sulla base dei sedimenti in cui era stato ritrovato, che inizialmente con il metodo della biostratigrafia, erano stati riferiti ad un periodo compreso tra 7 e 6 milioni di anni fa, ma che successivamente, con il metodo della datazione radiometrica, sono stati datati a un periodo tra 7.2 e 6.8 milioni di anni fa.
Questa datazione, basata sui sedimenti del ritrovamento, è stata criticata, sulla considerazione che le particolari circostanze del ritrovamento non possono garantire un collegamento diretto e certo tra i reperti fossili e i sedimenti indagati.
Il cranio è tutt'ora al centro del dibattito tra gli scienziati, che discutono sulla posizione del foro occipitale da cui fuorisce il midollo allungato del fossile; se si dimostrasse che originariamente era posizionato in avanti, alla base della scatola cranica, se ne potrebbe inferire la posizione eretta dell'ominide. La questione è complicata dalla circostanza che al momento della sua scoperta, il teschio era molto distorto, e non si ha la certezza, che la sua successiva ricostruzione ne abbia o meno alterato la forma originale.